# فرمول یک ۲۰۰۹
فرمول یک ۲۰۰۹ (به انگلیسی: F1 2009) یک بازی ویدئویی در سبک شبیه‌ساز مسابقه‌ای که بر پایه فصل ۲۰۰۹ مسابقات اتومبیل‌رانی فرمول یک است و توسط کدمسترز در سال ۲۰۰۹ به عنوان اولین نسخه از مجموعه بازی‌های فرمول یک برای پلی‌استیشن همراه و وی منتشر شد.

## انتقادها
این بازی پذیرای انتقادهای متنوعی برای نسخه‌های پی‌اس‌پی و آی‌اواس بود. گرافیک بازی به شدت توسط داوران مورد انتقاد قرار گرفت: گرافیک تاریک است، فوق‌العاده ساده و اغلب زشت است، مقاومت ماشین‌ها طبیعی نیست، اتوموبیل‌ها بیش از حد محکم هستند و ... با این حال منتقدان به خاطر مدیریت این بازی را ستایش می‌کردند. منتقدان در مورد روند بازی بازی بیان داشتند: اتوموبیل‌ها از سرعت خوبی برخوردارند، این شبیه‌سازی فوق‌العاده و از همه مهم‌تر سرگرم‌کننده است.